# Parafia Świętych Apostołów Piotra i Pawła w Radoszycach
Parafia rzymskokatolicka pw. Świętych Apostołów Piotra i Pawła w Radoszycach – jedna z 11 parafii dekanatu radoszyckiego diecezji radomskiej. Erygowana w 1364 roku.

## Historia
Radoszyce były siedzibą starego starostwa niegrodowego, stanowiły ośrodek przemysłu metalowego aż do początku XIX w. Miasto założono na prawie polskim w połowie XIV w przez Kazimierza Wielkiego, który ufundował pierwszy kościół i zamek. W 1428 nastąpiło odnowienie praw miejskich na magdeburskie przez Władysława Jagiełłę. Przebywali tu król Kazimierz Wielki, Władysław Jagiełło, Kazimierz IV Jagiellończyk, Stanisław August Poniatowski. Parafia i pierwotny drewniany kościół pw. św. Pawła Apostoła i św. Stanisława bp. powstały wraz z utworzeniem miasta ok. 1364, z fundacji Kazimierza Wielkiego. Kolejny został zbudowany lub gruntownie przebudowany w pierwszej połowie XVII w. Odnowiono go wraz z dobudowaną wieżą w 1846 i ponownie w latach 1901–1902. Kaplica północna pw. św. Anny została wzniesiona w 1631 z fundacji Krzysztofa Wirtelicjusza. Kaplica południowa pochodzi sprzed 1620, a gruntownie przebudowana została w XIX w. Kościół jest budowlą orientowaną, wybudowaną z kamienia.

## Terytorium
- Do parafii należą: Grodzisko, Jacentów, Kapałów, Kozów, Momocicha, Mościska, Pakuły, Plenna, Podlesie, Radoska, Radoszyce, Salachowy Bór, Sielpia Wielka, Wiosna, Wisy, Zychy[1].

## Proboszczowie
- 1935–1960 – ks. Karol Grzelak
- 1960–1973 – ks. Klemens Słapczyński
- 1973–1987 – ks. Antoni Mąkosa
- 1987–1992 – ks. Czesław Kołtunowicz
- 1992–1992 – ks. Andrzej Zapart
- 1992–2002 – ks. Franciszek Jakubiak
- 2002–2020 – ks. kan. Józef Tępiński
- od 2020 – ks. Marek Bartosiński